# 科羅利夫卡 (卡扎京區)
49°40′7″N 28°54′40″E / 49.66861°N 28.91111°E
科羅利夫卡（烏克蘭語：Королівка），是烏克蘭的村落，位於該國西南部文尼察州，由赫米利尼克區負責管轄，始建於1740年，面積0.4平方公里，海拔高度264米，2001年人口39，人口密度每平方公里98.24人。